# Juraj Pospíšil
Juraj Pospíšil (14. ledna 1931 Olomouc – 20. září 2007 Bratislava) byl slovenský hudební skladatel českého původu.

## Život
Studoval na gymnáziu v Olomouci a současně se věnoval hudbě v Městské hudební škole. Studoval hru na klavír, varhany a hudební teorii. Vstoupil na brněnskou konzervatoř a absolvoval jeden semestr na kompozičním oddělení Janáčkovy akademie múzických umění u Viléma Petrželky. Studium dokončil na Vysoké škole múzických umění v Bratislavě. Jeho profesory byli přední slovenští skladatelé Alexander Moyzes a Ján Cikker. Od roku 1955 působil jako profesor hudební teorie a skladby na bratislavské konzervatoři a externě i na Vysoké škole múzických umění. Publikoval řadu instruktivních a pedagogických prací a články o hudbě přispíval do časopisů i odborného tisku.
Do roku 1958 vycházel z díla českých a slovenských klasiků 20. století a komponoval klasickou tonální hudbu. Roky 1958–1962 jsou obdobím hledání, kdy se seznamoval a zkoušel skladebné postupy soudobé světové hudby. Od roku 1963 komponoval převážně dvanáctitónovou hudbu. Testoval i možnosti elektroakustické hudby.

## Dílo

### Opery
- Inter arma op. 27 (libreto skladatel, 1969–1970)
- Manon Lescaut (libreto Vítězslav Nezval, 1993)

### Orchestrální díla
- V zasnení op. 3 (1953)
- Hory a ľudia op. 4, (1954)
- Symfónia č. 1 op. 7 (1958)
- Reflexie op. 8 (1958)
- Pieseň o človeku op. 13 symfonické variácie (1961)
- Sonáta op. 14 pre sláčikový orchester (1961)
- Koncert pre pozoun|pozaunu a orchester op. 15 č. 3 (1962)
- Päť miniatúr op. 17 (1963)
- Symfónia č. 2 „Hmlovina v Androméde“ op. 19 (1963)
- Symfónia č. 3 op. 25 (1967)
- Koncert pre husle a orchester op. 26 č. 2 (1968)
- Koncert pre klarinet a orchester op. 31 č. 1 (1972)
- Concerto eroico op. 31 č. 2 (1973)
- Symfonické fresky op. 32 (1972–81)
- Lyrická suita „Krajinou detstva“ op. 52 (1983)
- Dramatická predohra op. 59 (1984)
- Symfónia č. 5 op. 62 (1986)
- Koncert pre cimbal a orchester op. 70 (1989)
- Komorná symfonietta op. 35 (1974)
- Sonáta pre altovú pozaunu a sláčiky op. 75 (1991)
- Koncert pre tuba|tubu a orchester op. 79 (1994)
- Symfónia č. 6 op. 82 (1996)
- Symfónia č. 7 „Fin de Siècle“ op. 83 (1999)

### Vokální skladby s orchestrem
- Bratislave op. 33 (1973)
- Dna hladin op. 44 (1980)
- Koncert pre soprán a orchester op. 56 (1984)
- Margita a Besná op. 5 (1955)
- Symfónia č. 4 „Warszawa“ op. 40 (1978)
- Husitský Otčenáš op. 74 (1990)

### Varhany
- Malé fantázie na husitské motívy op. 12 (1960)
- Passacaglia a fúga op. 18 pre organ (1963)
- Sonáta op. 22/1 pre organ (1965)

### Komorní hudba
- Dve skladby pre hoboj a klavír (1952)
- Sonatína op. 2 pre klavír (1953)
- Sonáta op. 6 pre violoncello|violončelo a klavír (1955)
- Monológy op. 10 pre klavír (1959)
- Noneto č. 1 op. 11 (1960)
- Noneto č. 2 op. 16 (1960)
- Tri skladby pre flétna|flautu a klavír (1961)
- Tri invencie op. 15 č. 1 pre flautu, klarinet a fagot (1961)
- Hudba pre plechy op. 15 č. 2 (1962)
- Sonáta op. 20/3 pre kontrabas a klavír (1964)
- Protirečenia op. 20/4 (1964)
- Recitativo et aria op. 20 č. 5 pre akordeón (1964)
- Glosy op. 20 č. 2 (dechové kvinteto, 1964)
- Hudba pre 12 sláčikových nástrojov op. 21 (1965)
- Sonáta op. 22/2 pre husle (1965)
- Trojveršia pre deväť nástrojov op. 22 č. 3 (1966)
- Villonská balada op. 24 pre klarinet a klavír (1966)
- Suita op. 26 č. 1 pre kontrabas (1967)
- Quartetto per archi op. 29 (1970)
- Quartetto per flauti op. 30/1 (1971)
- Bagately op. 30 č. 1 (1971)
- Sonáta op. 30 pre sláčikové kvarteto a kontrabas (1971)
- Päť fragmentov op. 36 pre flautu, gitaru a akordeón (1975)
- Sonáta č. 2 op. 37 pre husle (1976)
- Klavírne trio č. 1 op. 38 (1977)
- Päť štúdií op. 41 (1978)
- Concertino op. 42 (1979)
- Rapsodická suita op. 43 pre violončelo a klavír (1979)
- Akvarely op. 46 (1980)
- Sláčikové kvarteto č. 2 op. 47 (1981)
- Štyri prelúdiá op. 48 pre harfu (1981)
- Fantastické tance op. 51 pre dva klavíry (1981)
- Sonáta op. 53 pre anglický roh a sláčikové kvarteto (1983)
- Malá suita pre trúbku in B a klavír op. 54 (1983)
- Trio op. 58 (1984)
- Trio pre husle, violončelo a akordeón, op. 60 (1985)
- Sláčikové kvarteto č. 3 op. 61 (1985)
- Trio op. 64 (1987)
- Tri duetá op. 65 (1987)
- Melancholická suita op. 63 pre hoboj, anglický roh a fagot (1986)
- Suita op. 66 pre cimbal (1987)
- Klavírne trio č. 2 op. 67 (1988)
- Dychové sexteto op. 69 (1988)
- Gran duo (quasi una sonata) op. 71 pre basový klarinet a klavír (1989)
- Brass Quintett č. 1 op. 77 (1991)
- Koncert pre tubu a klavír op. 79 (1994)
- Sláčikové kvarteto č. 4 op. 72 (1990)
- Trio op. 73 (1990)
- Brass Quintett č. 2 (Zimná suita) op. 81 (1996)

### Vokální skladby
- Čtyři písně na slova moravské lidové poezie op. 1 (1951)
- Mikropoviedky op. 20 č. 1 (1964)
- Oslnenie op. 34 (1973)
- Večer na Ďumbieri op. 34/2 (1975)
- Dagen svalnar op. 68 (1988)
- Stáčení podzimu op. 80 fantázia pre bas a sláčikové kvarteto (1994)

### Sbory
- Štyri etudy op. 45 pre miešaný zbor (1980)
- Detská jeseň č. 2 op. 23 Štyri detské zbory (1967)
- Novembrový triptych op. 39 (1977)

### Elektroakustické skladby
- Méditation électronique op. 28 (1970)
- Suita ad modum tympanorum op. 55 (1983)

### Pedagogická literatura
- Hudobná teória pre konzervatóriá. I. časť. Slovenské pedagogické nakladateľstvo, Bratislava 1980; 1983; 1985
- Niekoľko myšlienok o výchove skladateľa. In: Slovenská hudba 1971/1, s. 1–8
- Slovenské dirigentské umenie. In: Slovenská hudba 1971/10, s. 410–414
- Všeobecná náuka o hudbe. Učebné texty pre konzervatóriá. Supraphon, Praha–Bratislava 1967
- Hudobné formy pre kurzy diaľkového školenia. Osvetový ústav, Bratislava 1960